# سو-ري مون
سو-ري مون (هانغل: 문소리) (و. 1974  م) هي ممثلة، وممثلة مسرحية، وممثلة أفلام، وسياسية، وكاتبة سيناريو كورية جنوبية، ولدت في بوسان، هي عضوةٌ الحزب التقدمي الجديد، بدأت مشوارها المهني سنة 1995.

## الأعمال

### مسلسلات
| السنة | العنوان                         | الدور         | ملاحظة                | م.    |
| ----- | ------------------------------- | ------------- | --------------------- | ----- |
| 2023  | صانعة الملكات                   | اوك كيونغ-سوك |                       | [ 5 ] |
| 2023  | سباق                            | جو يي -جيونغ  |                       | [ 6 ] |
| 2024  | الطريق إلى الجحيم               |               | دور الكاميو، الموسم 2 | [ 7 ] |
| 2025  | عندما تمنحك الحياة ثمار اليوسفي | اي سون        |                       | [ 8 ] |

## التعليم
تعلمت في جامعة سونغ كيون كوان
.

## وصلات خارجية
- سو-ري مون على موقع IMDb (الإنجليزية)
- سو-ري مون على موقع قاعدة بيانات الأفلام العربية
- سو-ري مون على موقع ألو سيني (الفرنسية)
- سو-ري مون على موقع أول موفي (الإنجليزية)
- سو-ري مون على موقع قاعدة بيانات الأفلام السويدية (السويدية)
- سو-ري مون على موقع قاعدة بيانات الفيلم (الإنجليزية)
- سو-ري مون على موقع كينوبويسك (الروسية)